# Подосиновец (Вологодская область)
Подоси́новец  — посёлок в Никольском районе Вологодской области.
Входит в состав Краснополянского сельского поселения (с 1 января 2006 года по 1 апреля 2013 года входил в Осиновское сельское поселение), с точки зрения административно-территориального деления — в Осиновский сельсовет.

## География
Находится на реке Погорелица при впадении в реку Юг.
Расстояние до районного центра Никольска по автодороге — 7 км. Ближайшие населённые пункты — Малиновка, Осиново, Левобережный.

## История
В 1966 г. Указом президиума ВС РСФСР посёлок дома инвалидов переименован в Подосиновец.

## Население
| 2010 |
| ---- |
| 15   |

## Инфраструктура
Личное подсобное хозяйство с зоной сельскохозяйственного использования, индивидуальная застройка усадебного типа.

## Транспорт
Автобусное сообщение с райцентром. Остановка общественного транспорта «Подосиновец». 